# Archieparquía de Beirut de los armenios
La archieparquía de Beirut de los armenios (en latín: Archieparchia Berytensis Armenorum y en armenio: Բեյրութի թեմ) es una circunscripción eclesiástica de la Iglesia católica en Líbano. Se trata de una archieparquía armenia, sede metropolitana de la provincia eclesiástica de Beirut de los armenios. Desde el 23 de septiembre de 2021 su archieparca es el patriarca Rafael Pedro XXI Minassian, del Instituto del clero patriarcal de Bzommar.

## Territorio y organización

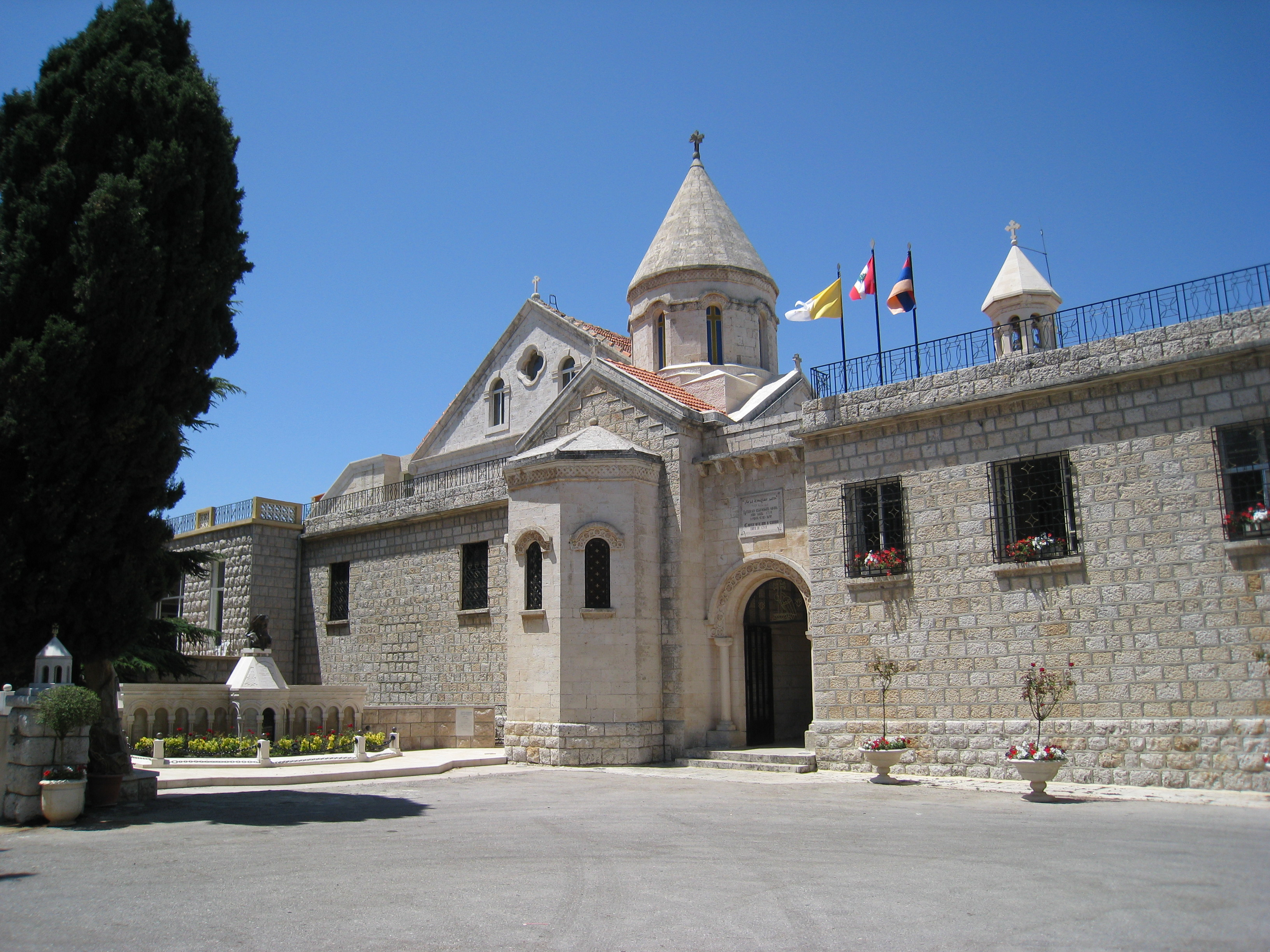
Antigua catedral de la Asunción de la Santísima Virgen María, en Bzommar

La archieparquía tiene 10 400 km² y extiende su jurisdicción sobre los fieles católicos de rito armenio residentes en Líbano. La eparquía está dentro del territorio propio del patriarcado de Cilicia de los armenios. Es la sede propia del patriarca, que la gobierna mediante un vicario patriarcal.
La sede de la archieparquía se encuentra en la ciudad de Beirut, en donde se halla la Catedral de San Elías y San Gregorio el Iluminador, mandada a construir por el patriarca Krikor Bedros XV Aghagianian. La excatedral, iglesia de Asunción de la Santísima Virgen María en Bzommar, se encuentra en el interior de la residencia patriarcal.
En 2022 en la archieparquía existían 7 parroquias:
- Catedral de San Elías y San Gregorio el Iluminador, en Beirut;
- Nuestra Señora de la Anunciación, en Achrafieh;
- San Salvador, en Burj Hammoud;
- Santa Cruz, en Zalka;
- Asunción de la Santísima Virgen María, en Bzommar;
- Iglesia del monasterio de Nuestra Señora del Santo Rosario, en Anjar;
- Nuestra Señora de Fátima, en Zahlé.

Existen capillas en Hazmieh, Raouda y en Jounieh. Existen también 4 conventos masculinos: uno del Instituto del Clero Patriarcal de Bzommar: el de Nuestra Señora, en Bzommar; y tres de la Orden mequitarista en Raouda, Bikfaya y en Hazmieh. Hay cinco conventos de monjas, dos seminarios mayores en Bzommar y en Bikfaya y dos seminarios menores en los mismos lugares.

## Historia

### Antecedentes
En 1719 el arzobispo declarado católico de la prelacía de Beroea (Alepo) del catolicosado de Cilicia, Abraham Ardzivian, pudo retornar a Alepo protegido por el gobernador de la ciudad, Hakim Oghlou Pasha. Ardzivian contaba con el catolicós de Cilicia, Hovhannes V de Hadjin, condiscípulo suyo del seminario católico de Mardin, quien alentado por misioneros latinos había enviado una profesión de fe católica a Roma en 1718. Ardzivian fue acusado de introducir el rito latino católico en la misa y de separar a los armenios de la autoridad del sultán, por lo que el 2 de septiembre de 1720 el patriarca armenio de Constantinopla logró un decreto del sultán otomano que lo envió al exilio en la isla Arwad, cercana a Tartús.
En marzo de 1721 el jeque de la familia maronita Khazin donó en Kreim en el distrito de Keserwan en el Líbano las tierras en donde luego fue construido el monasterio del Santísimo Salvador por 4 hermanos de la familia Hovsepian de Alepo, uno de los cuales (Hagop Hovsepian) fue ordenado sacerdote por Ardzivian en Alepo en junio de 1720. Estos hermanos convivían con monjes de la orden de los Antonianos Maronitas en Kadisho y adoptaron sus reglas.
En febrero de 1722 Ardzivian fue liberado por medio de sus influencias maronitas tras el soborno del bajá de Trípoli y se refugió en las montañas libanesas en el monasterio de Kreim, protegido por el gobernador maronita de Keserwan, Abi Nader Al-Khazin, y por el patriarca maronita.
En 1737 el catolicós de Cilicia, Ghougas, murió y los armenios católicos trataron de ocupar el patriarcado con un patriarca católico. No tuvieron éxito porque fue elegido Miguel I, pero el 26 de noviembre de 1740 tres obispos, clero y fieles eligieron como su propio patriarca a Abraham Ardzivian, quien regresó a su sede de Alepo desde el monasterio de Kreim. La elección del patriarca católico esta vez no pudo ser obstaculizada por el Gobierno otomano, comprometido en esos años por la revuelta del bajá de Egipto, que también involucró al Líbano en donde Ardzivian colocó su residencia en el monasterio de Kreim. El 26 de noviembre de 1742 el patriarca electo recibió del papa Benedicto XIV el reconocimiento de su elección como catolicós-patriarca de Cilicia de los armenios. Ardzivian creó la eparquía patriarcal del Líbano, con sede en Kreim, el 6 de diciembre de 1742. En 1750 la sede patriarcal fue trasladada desde el monasterio del Santísimo Salvador de Kreim al monasterio de Nuestra Señora de Bzommar, construido en 1749 en el distrito de Keserwan, cerca de Beirut. En 1771 se inauguró la iglesia de la Asunción de la Santísima Virgen María, en Bzommar, ya que hasta entonces las ceremonias religiosas se realizaban en Kreim.
En 1866 el archieparca primado de Constantinopla, Antonio Hassun, fue elegido patriarca de Cilicia de los armenios y el 12 de julio de 1867 el papa Pío IX mediante la carta apostólica Reversurus trasladó la sede del patriarcado desde Bzommar a Estambul. Para finales del siglo XIX la jurisdicción armenia católica en el Líbano había quedado reducida a los vicariatos patriarcales de Bzommar y de Beirut.
En 1890 el vicariato patriarcal de Bzommar tenía 3500 fieles y 5 sacerdotes.
La persecución infligida a los cristianos de Anatolia durante la Primera Guerra Mundial y los difíciles años que siguieron al nacimiento de la moderna Turquía (1915 a 1923), llevaron a decenas de miles de refugiados cristianos a huir a Siria y el Líbano. Entre ellos varios miles de católicos armenios.

### Archieparquía
De mayo a julio de 1928 los obispos armenios que sobrevivieron al genocidio se reunieron en Roma bajo la presidencia del cardenal Luigi Sincero, secretario de la Congregación para las Iglesias Orientales, para reorganizar la Iglesia católica armenia. Entre las diversas deliberaciones, estaba la decisión, sancionada por el decreto del 23 de junio, de retornar la residencia patriarcal de Estambul al monasterio de Bzommar.
La archieparquía de Beirut fue erigida el 25 de enero de 1929 mediante el breve Litteris apostolicis del papa Pío XI, como sede propia del patriarca de Cilicia de los armenios.

Nostrae auctoritatis plenitudine praesentium Litterarum tenore, novam erigimus in Syria dioecesim, quae ex nunc erit peculiaris dioecesis hodierni Patriarchae Ciliciae Armenorum eiusque pro tempore successorum. Hanc vero novam dioecesim, quae a principe urbe Berytensi nuncupabitur Berytensis Armenorum, sequentibus limitibus constituimus: ad boream videlicet dioecesis ipsa fines attingat Aleppensis dioecesis; ad orientem Monte Antilibano ac Syria interiore circumscribatur; ad meridiem vero limitibus terminet Palaestinae; ad occidentem denique mari Mediterraneo alluatur. Sedes autem atque episcopalis cathedra eiusdem- dioecesis Berytensis Armenorum erit in urbe Berytensi, ac propterea, dum ecclesiam Armenorum, quae in honorem Sancti Eliae Deo dicata est, ad dignitatem ecclesiae cathedralis evehimus, praecipimus ac mandamus ut in eadem ecclesia cathedrali Sancti Eliae cathedra episcopalis siet peculiaris Patriarchae; integra tamen facultate remanente, eidem Patriarchae quoties ei benevisum fuerit, in propinquo loco Bzommar apud aedes Armenas atque ecclesiam Beatae Mariae Virginis in caelum Assumptae commorandi; Patriarcha vero in urbe Berytensi suam tum Patriarchalem tum Episcopalem peculiarem Curiam constituat. Contrariis non obstantibus quibuslibet.

## Estadísticas
Según el Anuario Pontificio 2023 la archieparquía tenía a fines de 2022 un total de 10 400 fieles bautizados.
| Año                                                                             | Población            | Población | Población      | Sacerdotes | Sacerdotes    | Sacerdotes    | Bautizados por sacerdote | Diáconos permanentes | Religiosos | Religiosos | Parroquias |
| Año                                                                             | Bautizados católicos | Total     | % de católicos | Total      | Clero secular | Clero regular | Bautizados por sacerdote | Diáconos permanentes | Varones    | Mujeres    | Parroquias |
| ------------------------------------------------------------------------------- | -------------------- | --------- | -------------- | ---------- | ------------- | ------------- | ------------------------ | -------------------- | ---------- | ---------- | ---------- |
| 1970                                                                            | ?                    | 23 346    | ?              | 54         | 27            | 27            | ?                        |                      | 27         | 52         | 8          |
| 1980                                                                            | 28 130               | ?         | ?              | 25         | 5             | 20            | 1125                     |                      | 20         | 50         | 10         |
| 1990                                                                            | 15 000               | ?         | ?              | 20         | 2             | 18            | 750                      |                      | 18         | 46         | 12         |
| 1999                                                                            | 12 000               | ?         | ?              | 17         | 2             | 15            | 705                      | 1                    | 15         | 28         | 11         |
| 2000                                                                            | 12 000               | ?         | ?              | 18         | 2             | 16            | 666                      | 1                    | 22         | 30         | 11         |
| 2003                                                                            | 10 400               | ?         | ?              | 19         | 1             | 18            | 547                      | 1                    | 27         | 30         | 7          |
| 2004                                                                            | 10 000               | ?         | ?              | 20         | 1             | 19            | 500                      | 1                    | 31         | 33         | 7          |
| 2009                                                                            | 12 000               | ?         | ?              | 21         | 4             | 17            | 571                      | 1                    | 30         | 27         | 7          |
| 2012                                                                            | 12 000               | ?         | ?              | 18         | 5             | 13            | 666                      | 2                    | 27         | 19         | 7          |
| 2015                                                                            | 12 500               | ?         | ?              | 22         | 5             | 17            | 568                      | 2                    | 30         | 19         | 7          |
| 2018                                                                            | 12 500               |           |                | 20         | 6             | 14            | 625                      | 2                    | 26         | 16         | 7          |
| 2020                                                                            | 10 460               | ?         | ?              | 18         | 6             | 12            | 581                      | 2                    | 21         | 20         | 7          |
| 2022                                                                            | 10 400               | ?         | ?              | 18         | 6             | 12            | 577                      | 2                    | 21         | 20         | 7          |
| Fuente: Catholic-Hierarchy, que a su vez toma los datos del Anuario Pontificio. |                      |           |                |            |               |               |                          |                      |            |            |            |

## Episcopologio
- Pablo Pedro XIII Terzian † (25 de enero de 1929-15 de diciembre de 1931 falleció)
- Avedis Pedro XIV Arpiarian † (17 de octubre de 1931-26 de octubre de 1937 falleció)
- Gregorio Pedro XV Agagianian † (30 de noviembre de 1937-25 de agosto de 1962 renunció)
- Ignacio Pedro XVI Batanian † (4 de septiembre de 1962-1976 retirado)
- Hemaiag Pedro XVII Ghedighian † (3 de julio de 1976-30 de mayo de 1982 retirado)
- Juan Pedro XVIII Kasparian, I.C.P.B. † (5 de agosto de 1982-28 de noviembre de 1998 retirado)
- Narsés Pedro XIX Tarmouni † (7 de octubre de 1999-25 de junio de 2015 falleció)
- Gregorio Pedro XX Ghabroyan, I.C.P.B. † (25 de julio de 2015-25 de mayo de 2021 falleció)
- Rafael Pedro XXI Minassian, I.C.P.B., desde el 23 de septiembre de 2021[8]